# Countesthorpe
Countesthorpe est un village et une paroisse civile du Leicestershire, en Angleterre. Il est situé dans le district de Blaby, à une dizaine de kilomètres au sud de la ville de Leicester. Au moment du recensement de 2011, il comptait 6 377 habitants.
Le village est principalement connu pour son lycée, le Countesthorpe Community College, où s'est formé le groupe Kasabian.